# Richard Riordan

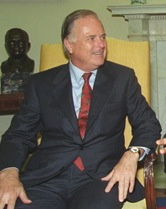
Richard Riordan (1993)

Richard J. Riordan (* 1. Mai 1930 in New York City, New York; † 19. April 2023 in Los Angeles, Kalifornien) war ein US-amerikanischer Politiker (Republikanische Partei) aus Kalifornien, der von 2003 bis 2005 kalifornischer Bildungsminister und von 1993 bis 2001 Bürgermeister von Los Angeles war. 2002 trat Riordan erfolglos bei den Wahlen zum Gouverneur von Kalifornien an. Er war katholisch, mit Nancy Daly Riordan verheiratet und hatte aus seiner ersten Ehe drei Töchter.

## Vor seiner politischen Karriere
Riordan, ein Irisch-Amerikaner, wurde in Flushing, einem Stadtteil von New York, geboren und studierte an der Princeton University, wo er einen Abschluss in Philosophie erwarb. Riordan diente als Soldat im Koreakrieg und erwarb anschließend im Jahr 1956 von der University of Michigan einen Doktor der Rechtswissenschaften. Kurze Zeit später erhielt er von seinem Vater eine Erbschaft, die er in vier Unternehmen investierte: Control Data Corporation, Litton Industries, Haloid (Vorgänger von Xerox) und Syntex. Binnen weniger Jahre machte er aus den 80.000 US-Dollar ein Vermögen von beinahe 500.000 Dollar.
Er zog nach Los Angeles, um bei der Anwaltskanzlei O'Melveney & Myers zu arbeiten, wechselte aber in den nächsten Jahre von Unternehmen zu Unternehmen, wobei er seine Fähigkeiten als Risikokapitalgeber verbesserte. Zu seinen Erfolgen gehörte die erste Firma, die kostengünstig Videokassetten produzierte.
Mitte der 1980er Jahre gründete er eine Risikokapitalfirma mit dem Namen Riordan, Lewis & Haden zusammen mit J. Christopher Lewis, einem ehemaligen professionellen Tennisspieler, und dem ehemaligen Quarterback der Los Angeles Rams, Pat Haden. Außerdem war Riordan an verschiedenen weiteren Unternehmen beteiligt; zu den bekanntesten zählt der Spielwarenproduzent Mattel.

## The Riordan Foundation
Richard Riordan errichtete 1981 die Riordan Foundation mit dem Ziel, es Menschen zu ermöglichen, erfolgreich in der Gesellschaft zu bestehen. Die Stiftung arbeitet dabei unter anderem an Projekten, die Kindern das Lesen und jungen Erwachsenen Führungsfähigkeiten beibringen sollen. Sie hat mittlerweile über 2.300 erfolgreiche Absolventen. Außerdem hat sie über 23.400 Computer an über 2.110 Schulen in 40 Staaten und über 145.000 Bücher für Grundschulen bereitgestellt.

## Bürgermeister
Als Tom Bradley, Bürgermeister von Los Angeles, seinen Rückzug bekannt gab, bekundete Riordan Interesse an den Bürgermeisterwahlen von 1993. Bradley hatte fünf Amtszeiten hinter sich, so dass der Gewinner der erste neue Bürgermeister nach zwei Jahrzehnten werden würde. Während Bradleys Amtszeit hatte sich die Stadt stark verändert. Los Angeles war zu einer Weltstadt geworden, hatte aber gleichzeitig einen starken Anstieg der Kriminalität, besonders von Straßengangs, zu verzeichnen gehabt. Außerdem war der Verkehr der Stadt zu einem massiven Problem geworden. Der Boom der letzten drei Jahrzehnte war vorbei. Im LAPD unter Polizeichef Daryl Gates kamen rassistische Tendenzen auf. Gates stand wegen seiner Strategie unter massiver Kritik. Zu den Unruhen im Jahr 1992 kam es, nachdem vier Polizisten des LAPD einen Afroamerikaner angegriffen hatten.
Zusammen mit Mike Woo war Richard Riordan der Spitzenkandidat im Wahlkampf. Riordan gewann die Wahl mit 54 % der Stimmen und wurde nach über 30 Jahren der erste republikanische Bürgermeister. Viele seiner Entscheidungen wurden jedoch vom demokratisch geführten Stadtrat blockiert oder stellten sich als unrealisierbar heraus. Trotzdem wurde er 1997 wiedergewählt. Sein Gegenkandidat war der Senator Tom Hayden.
Während seiner zweiten Amtszeit wurde eine neue U-Bahn-Linie, die „Red Line“, gebaut, ein Projekt, das ihm sehr am Herzen lag. Im Jahr 2001 wurde Riordan von James Hahn abgelöst, da er nach zwei Amtszeiten nicht wieder antreten durfte.
Im Jahr 2002 entschied sich Riordan für das Amt des Gouverneurs von Kalifornien zu kandidieren. Allerdings verlor er die Primary der Republikaner gegen den konservativeren Bill Simon. Nach seiner Niederlage wurde er 2003 von Arnold Schwarzenegger zum Bildungsminister berufen, dieses Amt hatte er bis zum 30. Juni 2005 inne.

### Spätere Mitarbeit in der Politik
Richard Riordan arbeitete eng mit dem späteren langjährigen Bürgermeister von Los Angeles, Antonio Villaraigosa, zusammen.

## Einzelnachweis
1. ↑  Jean Merl: Former Los Angeles Mayor Richard Riordan dies at 92. In: latimes.com. 20. April 2023, abgerufen am 20. April 2023 (amerikanisches Englisch).